# Erkel Ferenc hangszeres műveinek listája

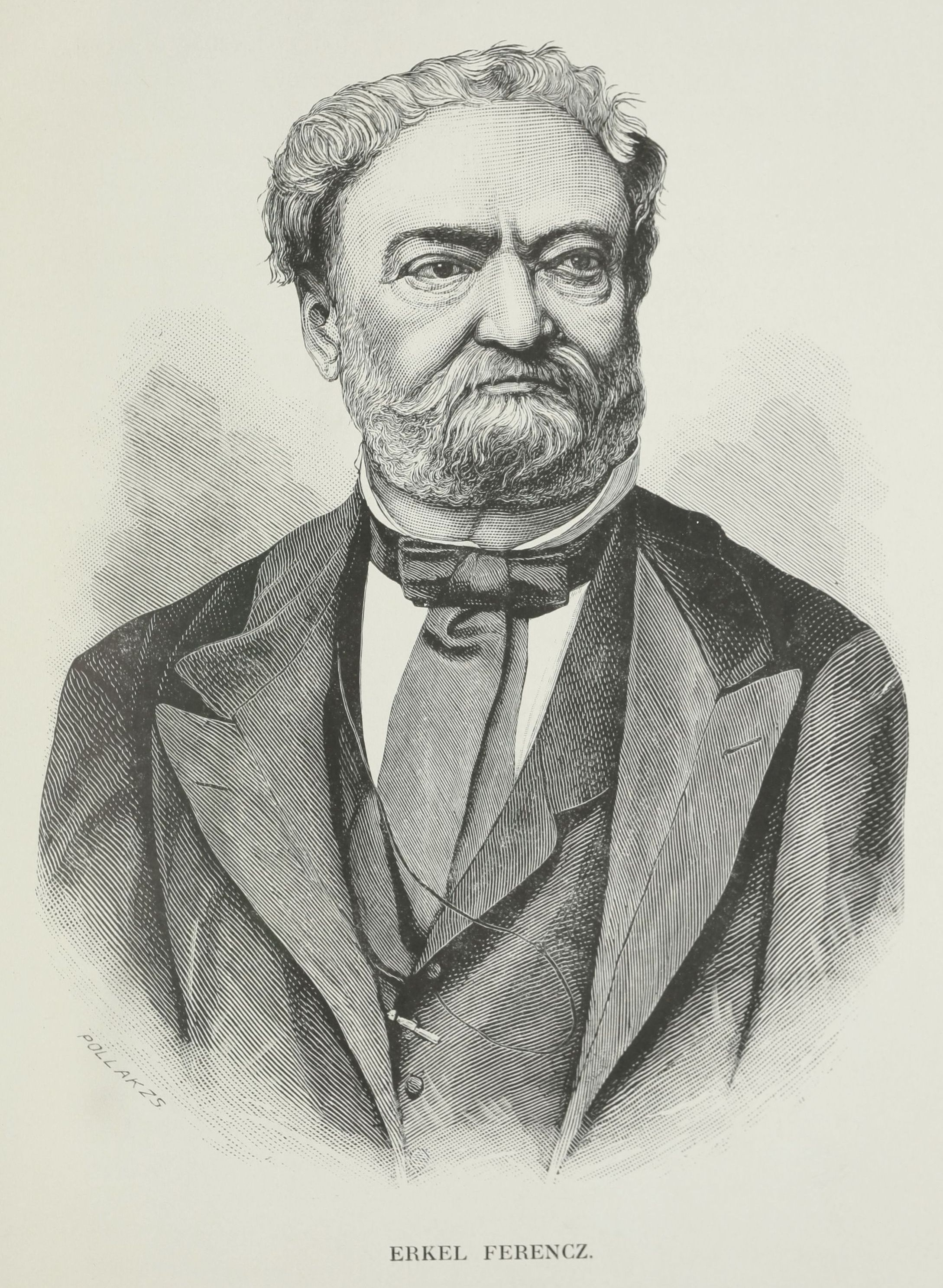
Erkel Ferenc

Ez a lista Erkel Ferenc zongora-, kamara- és zenekari műveinek adatait tartalmazza. A zenekari operarészletek közül csak azokat tartalmazza a jegyzék, amelyek az operáktól függetlenül keletkeztek és bizonyos fokig azóta is külön életet élnek.

## Magyarázat
A műlista, amelyet Kassai István állított össze, kronologikus, a darabok bemutatójuk – ha ez nem ismert, kottakiadásuk, kéziratuk – sorrendjében van számozva. Az ezután következő „ME.” és „L.” indexek azt mutatják, hogy a Major Ervin illetve a Legány Dezső jegyzékben az illető mű hányas számon szerepel. Az „MI.” index Mona Ilona: Magyar zeneműkiadók és tevékenységük 1774-1867 című könyvének tételszámaira, míg az „NA.” rövidítés Németh Amadé: Erkel Ferenc életének krónikája című munkájára hivatkozik.
Egyéb rövidítések jegyzéke:
- MZ = Magyar Zene, zenetudományi folyóirat, évfolyam/szám
- MZT = Magyar Zenetörténeti Tanulmányok kötetei, szerkesztette Bónis Ferenc
- ZI = Zenetörténeti írások. Kriterion, Bukarest kötetei
- Bem: = a mű illetve az átirat (nem az alapmű!) bemutatójának időpontja
- é.lsz.n. = évszám és lemezszám nélkül
- é.n. = évszám nélkül
- lsz. = lemezszám, lemezjelzés
- Pld. = referenciapéldány: korai, szép nyomai a jelzett kottából
- LFM = Liszt Ferenc Múzeum és Kutatókönyvtár jelzete
- OSZK = Országos Széchényi Könyvtár Zeneműtárának jelzete
- ZTI = MTA Zenetudományi Intézetének zeneműtári jelzete

## A művek listája
Erkel Ferenc ifjúkorából, pozsonyi és kolozsvári éveiből egyetlen hangszeres műve sem maradt fenn.
- 1. – ME. –, L. 2. (Magyar változatok), zongorára.

Ismeretlen mű. Ábrányi említi, mint a kolozsvári évekből való darabot.
- 2. – ME. 2., L. 2-3. [Magyar ábránd(ok)], zongorára.

Ismeretlen mű. Szintén Ábrányi említi az előzővel együtt. Mivel az ábrándok szó többes számban szerepel, elvileg több ilyen darab is létezhetett.
- 3. – ME. 5., L. 6. Változatok magyar themákra, hegedűre és zongorára zenekarkísérettel.

Bem: Pest, 1837. február 26-án Vieuxtemps és Erkel „orchestrum kisérete mellett”.
Ismeretlen mű. A bemutató szólamanyaga elveszett.
Ez a kettősverseny nyilván a következő szám alatt ismertetett darab zenekar-kíséretes formája. Mivel a zenekarkíséret ténye eleve megváltoztatja egy mű alapvető jellegzetességeit, indokoltnak különválasztani a duótól. A zenekarkíséret egyébként, a korabeli magyar gyakorlat szerint, nem állhatott sokkal többől, mint 5-10 hangszerből álló kamaraegyüttesből. Ezt a darabot hegedűversenyként Huszár Lajos rekonstruálta, 1994. október. 30-án Szecsődi Ferenc mutatta be Svájcban.
- 4. – ME. 5., L. 6. Duo brillant en forme de Fantaisie sur des airs hongrois concertant pour piano et violon... par F. Erkel et H. Vieuxtemps. Hegedűre és zongorára.

Bem: Pest, 1837. március 9., Vieuxtemps és Erkel.
Kiadás: Schott, Mainz é.n. lsz: 5289. Pld: LFM RGy. 12822, 23+7 oldal. Ugyanerről a kliséről ugyanitt és máshol (legalább két párizsi kiadónál) több utánnyomás készült, eltérő címlapokkal. Gyűjteményes kiadásban is szerepel, pld.: OSZK Mus pr 14093.
Kézirat: autográfja ismeretlen. Ismeretlen kéztől származó másolat az úgynevezett nyomdai kézirat – a Schott kiadó archívumában, pótlólagos bejegyzésekkel, melyek közül néhány Erkeltől származik. Lásd még MZ 1991/3, 1993/2.
A darabot még a következő címeken is játszották: „Változatok magyar themákra”, „Phantasia és változatok egy (?) magyar thema felett”, „Mezei bokréta”, „Nagy kettős verseny magyar népdalokból”.
A 16 éves Vieuxtemps és a 26 éves Erkel virtuóz képességeiről hű képet adnak e mű technikai nehézségei. A mainzi kiadvány és a korabeli sajtó a darabot Erkel és Vieuxtemps közös szerzeményeként tünteti fel. A tematika és a koncepció Erkelé, Vieuxtemps aligha végzett többet, mint szólamrevíziót.
Ez az Erkeltől fennmaradt első jelentős darab olyan remekmű, amely komoly előzményeket feltételez.
Ez az első Erkel-mű, amely nyomtatásban megjelent (1838-ban), talán a „Himnusz” kivételével az utolsó is, amelyik még életében lát napvilágot a Habsburg Birodalom határain túl. Magyar- tematikát európai színvonalon tár az európai nagyközönség elé. Megelőlegezi Liszt Magyar rapszódiáit, sőt, elmondható, hogy Erkel előbb írt magyar témájú Liszt-rapszódiát, mint maga Liszt.
- 5. – ME. 6., L. 7. Phantasia és változatok Rákóczynak erdélyies nótájára. Zongorára zenekarkísérettel.

Bem: Pest, Magyar Színház, 1838. november 30., Erkel és a színházi zenekar.
Ismeretlen mű.
Erkel már az előzőleg említett Duo brillantban is feldolgozta az erdélyi Rákóczi nótát, lásd: MZ 1993/2.
- 6. – ME. –, L. 8. Adagio Bartav Endre „Csel” czímű operájából vett themára. Vadászkürtre zongorakísérettel.

Bem: Pest, 1838. december 30. Theodor Moralt és Erkel.
Ismeretlen mű. Lásd MZ 1991/3. és e jegyzék 7. és 12. számát. (Az OSZK kisnyomtatvány-tárában megtalálható a bemutató szórólapja.)
- 7. – ME. –, L. –. (Adagio Bartay Endre „A csel” című operájának témájára.) Zongorára, vonósötös-kísérettel.

Bem: ?
Keletkezési idő: 1838-39.
Kiadás: fakszimile MZ 1991/3. szám 309. oldalán.
Kézirat: OSZK Ms mus 1661. fol. 7a.
Töredék, csak a záró 7 ütem (ismételve 9) maradt fenn, lásd MZ 1991/3.
Zeneileg azonos a 12. sz. alatt tárgyalt zongoramű lassú variációjának végével. Ezért feltételezhető, hogy a 6. sz. kürt-darab is erre a zenei vázra épült. Maga a kézirat vázlatos, sok javítással. Talán ez az első fennmaradt kottás kézirat Erkel tollából.
- 8. – ME. 7., L. 10. (Albumlap, d-moll). Zongorára.

Bem:?
Kiadás: Fakszimile ME (MZT 1968, 33. oldallal szemben.
Kézirat: OSZK Ms mus 259, „Pesth am 19/3 1839” keltezéssel.
Legány Dezső szerint Erkel a kis művet Baldieri Ninának írhatta.
12 (ismételve 24) ütemes d-moll darab. Tempójelzése „Mit Verschiebung” (szinkópálva), a metrum jobb kézben 6/8, halkézben 2/4. 4x3/8-os dallamot 2+3+3 nyolcados bolgár ritmussal kísér, ami ebben az időben legalábbis szokatlan.
- 9. – ME. –, L. 11. Rákóczy induló. Zenekarra.

Bem: Pest, 1839. március 23. A Magyar Színház zenekara. vez. Erkel.
Ismeretlen mű. Lásd az 5. és 10. szám alatt is.
- 10. – ME. 6., L. 12. Phantasia klavirra az erdélyi Rákóczi-dal themájára. Zongorára.

Bem: Pest, 1839. március 31. Erkel Ferenc.
Ismeretlen mű.
Valószínűleg az 1838. november 30-án bemutatott zongoraverseny szóló változata, lásd 9. és 5 számon is. Nincs köze viszont a John Paget művének (Hungary and Transylvania 1839) II. kötetében közölt Rákóczi nótához, mert ennek primitív letétje teljességgel alkalmatlan hangverseny előadásra. Ez az illusztráció, mint a könyv többi kottapéldája, Brassai Sámueltől származik, lásd MZ 1993/2. fakszimiléit.
- 11. – ME. 8., L. 13. Változatok Bartay Endre „Csel” czimű eredeti operájából a magyar toborzó themajára. Gordonkára és zongorára.

Bem: Pest, 1839. április 5. Joseph Menter és Erkel Ferenc.
Ismeretlen mű.
E darabnak Menter úgy lehetett társszerzője, ahogy Vieuxtemps a Duo brillantnak. Nyilván saját szólamukat írták át még mutatósabbá. Lásd e jegyzék 6., 7. és 12. számát és a MZ 1991/3. számát.
- 12. – ME. 8. és 60., L. 14-15. [Változatok Bartay Endre „A csel” című operájának (verbunkos) témájára]. Csel-Variationen. Zongorára. (Tervezett vonósötös-kísérettel.)

Bem: ? talán Gyulán, 1839. szeptember 17-én, a Megyei Kórház javára adott koncert zárószámaként, Erkel Ferenc.
Kiadás: Fakszimile a MZ 1991/3. szám 298-308., 311-316. oldalain.
Kézirat: OSZK Ms mus 1661 fol 1a (címlap), fol 2a-6b (1-10. kottaoldal), Ms mus 1662 fol 1a-3b (11-16. kottaoldal).
A darab szerkezete: [Bevezetés] 4/4, 45 ütem; Thema (Andante, 2/4, 16, ismétléssel 24 ütem); Vari. 1o. / (L’istesso, 4/4, 16, ismétlésekkel 32 ütem); Vari. 2o. / (24, ismétléssel 32 ütem); Vari. 3o. / (16, ismétlésekkel 32 ütem); Lento (átvezetés F-dúrból Asz-dúrba, 3 ütem). Itt végződik az első kézirat. Adagio (lassú variáció, 12/8, 30, ismétléssel 38 ütem); Presto (Finale, F-dúr, B-dúr középrésszel, 2/4, 244, ismétlésekkel 280 ütem).
A darab zenetudományi értékelése körül zavarokat okozott az a tény, hogy a Nemzeti Múzeum munkatársa 1934-ben az egyszerre beérkezett kottát két részre választotta szét. Nyilván azért, mert a kézirat első része – ma Ms mus 1661. jelzettel Begleitungs Stimen zu den Csel-Variationen – kihagyott sorokat tartalmaz vonósötös kísérőszólamok számára, míg másik részének – OSZK Ms mus 1662 jelzettel (Adagio és Presto) – minden sorát kitölti a zongoraszólam. Az összetartozóságot (a tematikai összefüggéseken túl) Erkel autográf oldalszámozása is tanúsítja.
A zongoraötös kísérőszólamokat Erkel Ferenc sohasem komponálta meg – a bevezető 45 ütem ceruzás harmonizálása a még igen fiatal Erkel Sándortól ered. Ugyancsak Erkel Sándor elkezdte a Finale hangszerelését, beethoveni nagyzenekarra. Nem jutott vele messzire, lásd a gyulai Erkel Ferenc Múzeum 91.26.1. leltári számú Ms mus 37 jelzetű kéziratát. Erkel Ferenc maga is tervezte e formarész meghangszerelését, ezt bizonyítja a két „Tutti”- felirat a Presto-ban.
A téma és I. variáció, az I. és II., a II. és III. variációk valamint a III. variáció és a Lento átvezetés között szintén „Tutti” felirat szerepel. Ebből adódott a feltevés, hogy Erkel a formarészek közt a bevezetést kívánta megismételtetni. Ám a bevezetés túl hosszú ehhez.
Legány Dezső szerint 1839. március 10-én Pesten Pachlné zongorán, zenekarkísérettel bemutatta Chopin Op. 2. B-dúr variációit Mozart Don Giovanni-duettjére. Ez a darab formájában csak abban különbözik Erkel Csel-variációitól, hogy a téma és a lassú variáció közt nem három, hanem négy virtuóz változat szerepel. A téma és a változatok között a témával rokon anyagú rövid közjátékok vannak, amelyek színesítik a formát, és pihenőt adnak a szólistának. A frappáns, rövid zenekari közjáték-alapanyag (már ha befejezte volna a zongoraversenyt, s nem hagyja meg a művet zongoradarabnak)Bartay operája II. felvonásának ötödik számából származik, ahol a témaként felhasznált verbunkos tovább folytatódik, mégpedig közjátéknak igen alkalmas egyszerű kadenciával. Bővebben lásd MZ 1991/3. számában.
A Csel-variáció az ifjú Erkel egyik legjelentősebb ismert darabja, a Duo brillant színvonalán. A korai magyar zongorairodalom egyik kimagasló alkotása, amely bemutatja Erkel Liszthez mérhető zongoraművészi képességét is.
- 13. – ME. 9., L. 16. Emlékül Liszt Ferenczre. Rákóczy indulója. Zongorára.

Bem: ?
Kiadások:
- I. Wagner Józsefnél, Pesten, é.lsz.n., a magyarnyelvű címlapon Liszt rézmetszésű mellképével, ára 1 forint. Hat litografált kottás oldal, pedáljelzés nincs. 1840. január 24-én a Buda-Pesti Rajzolatok ad hírt róla először. Lásd MI. 389. sz. Pld: OSZK. Mus pr. 2429/a. jelzeten az 1. kolligatum, fakszimiléje a MZ 1993/2 130-135. o.
- II. Uo. é.n., „S” lemezjelzéssel, Liszt és Erkel neve nélkül, kétnyelvű címlappal „Rákóczy Indulója könnyű módszerben...”, ára 15 krajcár. Hat kőnyomatú kottás oldal, pedáljelzés van. 1842 végén, 1843 elején jelenhetett meg. Lásd MI. 355. Pld: OSZK Z 47814, 4. kolligatum.
- III. „Harmadik jogszerü eredeti kiadás” Uo. é.lsz.n.; a címlap lényegében azonos az I. kiadáséval, ára 45 krajcár. Nyolc rézmetszésű kottaoldal. 1846-ban jelenhetett meg. Lásd MI. 390. Pld: OSZK Ms mus 23, 2. kolligatum: Liszt 1846-os Rákóczi indulójának kéziratával egybekötve.
- IV. Rózsavölgyinél, é.n., lsz: 580. A címlapon babérral és tölgyfalombbal ékesített lobogó. A kotta ára 80 új krajcár, 1860-as kiadvány. Lásd MI. 1459. Pld: LFM. RGy 28455.
- V. Uo. é.n. lsz. mint az előzőnél. A címlapon tizenhat Rákóczi induló kiadvány reklámja, egyébként azonos az előzővel. Más kottagrafika. 1883 utáni kiadás. Pld: OSZK Z 47484, 17. kolligatum. Utánnyomások. Kézirata ismeretlen.

Az öt kiadás grafikája eltérő, az első kettőé kőnyomat. A III. a referencia kiadás, Rózsavölgyi kottái sok elírást tartalmaznak.
Liszt 1840-ben ki akarta adatni saját Rákóczi indulóját Bécsben, Haslingernél. Ezt az ottani cenzúrahivatal betiltotta. Ezt követően jelenik meg Erkel kiadványa Pesten, sőt, nem sokkal később még egy Rákóczi induló a szintén pesti zeneműkiadónál, Millernél, a bécsi lakos Georges Micheux tollából – „nach der Art selben Hr. Liszt in seinen Concerten spielte”, lásd MI. 96. sz.
A bécsi betiltás után egyik kiadvány sem jöhetett volna létre befolyásos magyar körök – Liszt barátai – támogatása nélkül. Nyilvánvaló, hogy Wagner kottáját kétszer is betiltották, ezért „jogszerű” tehát a III. kiadás. Amely nem előbb, mint 1846-ban jelenhetett meg, amikor is Liszt Rákóczi indulóját Bécsben jóváhagyják. A sok kiadás tehát nem üzleti spekuláció miatt, hanem kényszerűségből keletkezett.
Nem kétséges, hogy Erkel Liszt Rákóczi indulójának 1840-es változatát adta itt közre, talán kissé egyszerűsített formában. Liszt 1846-os kiadványa ettől már annyira eltérő, hogy alig találni közös pontot.
- 14. – ME. –, L. –. Két lassu magyar phantasia. Hegedűre zongora- esetleg zenekarkísérettel.

Bem: Pest, Nemzeti Casino, 1840. április 26. Kohn Dávid és Erkel Ferenc.
Ismeretlen mű, lásd NA. 55. oldalán.
A Honművész tudósított az előadásról, a szerzőt nem nevezte meg. A tematika alapján valószínű, hogy legalábbis Erkel-átiratról volt szó.
- 15. – ME. 14., L. –. Egyveleg Bellini NORMA operájából vett motivumokra. Zongorára.

Bem:?
Kiadás: Wagner Józsefnél, az átirat készítőjének neve nélkül, a PANONIA borítéksorozat első füzeteként, é.lsz.n. A Honművész a megjelenésről 1840. június 7-én tudósít. 12 kottás oldal. Lásd MI. 491. Egyetlen ismert példánya ZTI 602174 jelzeten.
Kézirata ismeretlen.
Bár a kiadvány névtelenül jelent meg, mégis van öt közvetett bizonyíték Erkel szerzőségére. Az első kettő: egy átvezető részben, a 8. oldal 4. sor első és harmadik ütemében (lásd MZ 1992/3 292. oldalán a 12. és a 14. ütem), valamint a 12. oldali Codában (ugyanott 295-296. o, ez utóbbit Major Ervin észlelte) a Hunyadi László „Meghalt a cselszövő” kezdetű kórusának egy jellegzetes részlete található. A harmadik: a tizedik oldal végén (lásd ugyanott a 293-294. oldalon) a Hunyadi nyitány gyors témájának kezdete bukkan fel, amely rokon Tiborc panasz-motívumával a Bánk bánból. Ezeknek a motívumoknak nyomát sem leltem a Norma partitúrájában. A negyedik: Erkel Ferenc Schodelnét és Erkel Józsefet zongorán kísérte a Norma részleteinek előadásakor. Az ötödik: a PANONIA sorozat második és utolsó füzete Erkel művét tartalmazza. Mindezek alapján a Norma Egyveleget felvehetőnek tartom Erkel műveinek jegyzékébe.
A darab zongoratechnikai szempontból többrétegű. Mintha a szerző – talán kiadói óhajra – engedményekre kényszerült volna a „középszerű jártosságúak” irányába. Bár sietős komponálás nyomait viseli, ízléssel és lényeglátással összeállított mű. Nem haladja meg a címben jelzett műfaji korlátot; talán ezért is maradt a szerző anonim, s ezért nem jelent meg ez a darab soha többé.
- 16. – ME 12-13., L. 18-19. „Erinnerung an H. Ernst. Introduktion (:Elegie v. H. W. Ernst:) und Capricio über das beliebte Thema Der Carneval in Venedig, für das Piano-Forte übertragen von Franz Erkel.” „Emlék Ernstre Elegie ‘s Capriccio Zongorára alkalmaz: Erkel F.” Zongorára.

Bem: ? A Capriccio-t, valószínűleg ezt, a Concordia pesti daltársulat hangversenyén eljátszotta Erkel, 1844. március 30-án.
Kiadások:
- I. Wagner Józsefnél, é.lsz.n. A PANONIA borítéksorozat második (egyben utolsó ismert) füzete. Megjelenéséről a Der Spiegel 1840. augusztus 15-i száma tudósít. 1-13. kőnyomatos kottaoldal, lásd: MI. 491. Egyetlen ismert példánya ZTI 602183 jelzeten.
- II. Wagner Józsefnél, ugyanazzal a borítóval, de sokkal szebb, rendezettebb réznyomatos 3-15. sz. kottaoldalakkal. Jelzi a Hölgyfutár 1850. augusztus 12-i hirdetése. Lásd MI. 491/a. Pld. a ZTI 241633 jelzeten, és ugyanott a 603277/a. jelzeten is.
- III. Rózsavölgyinél, é.n., a tételpárt két külön füzetben, 581 (Elégia) és 582 (Capriccio) lemezszámokon 3-7. illetve 2-11. számozott kottaoldalakon. Az első címlap még közös a két füzeten: „2 / Transcriptions / pour / le Piano / PAR / E ERKEL / / / Elegie H. W. Ernst. / II / Le Carneval de Venise”. Jelenti a Vasárnapi Ujság 1860. március 4-i hirdetése. A későbbi számos utánnyomás címlapjai már nem hívják fel a figyelmet a két darab közti összefüggésre. Lásd MI. 1460-1461, pld: LFM M 45596 és 45597.

Kéziratok:
- I. 10 ütemnyi autográf témavázlat a gyulai Erkel Ferenc Múzeumban a Capriccio elejéből, Ms mus 10. jelzeten, 83.193.1. leltári számon, B-dúr. Fakszimile az MZ 1992/3 308. oldalon.
- II. Az Elégia korabeli másolata ZTI Fond 2/76 jelzeten, több más kéztő] származó (néhány talán Erkelé?) bejegyzéssel. Nem kizárható, hogy az I. kiadás nyomdai előzménye volt.
- III. A Capriccio másolata az LFM Ms Mus anyagában. Ez, a sok hiba miatt, semmiképpen nem lehetett nyomdai példány, bár 1860 előtt keletkezhetett.

A komponálást Heinrich Wilhelm Ernst hegedűvirtuóz 1840. májusi koncertjei ihlették, amikor többek közt op. 10. Elégiáját és Capriccio-ját is eljátszotta Pesten. Az akkor már nyomtatásban megjelent Elégiát Erkel hangról hangra áttette zongorára, meghagyva a c-moll hangnemet. A Capricciónak ez arányos és szép bevezetője, a hangnemi (c-moll C-dúr) és karakterbeli különbség okán, s azért is, mert a két darab előadási ideje megközelítően azonos.
Ernst a Capricciót B-dúrban (scordaturával) játszotta, így is jelent meg 1844-ben nyomtatásban, 25 variációval és egy rövid (az Erkel által alkalmazottnál sokkal gyengébb), szintén B-dúr Andante spianato bevezetéssel. Mivel Erkel Capricciója eltérő hangnemben (C-dúrban) van, és nem 25. hanem 9 variációt hoz a téma után: kézenfekvő a feltevés, hogy ez Erkel önálló műve.
A vizsgálat kimutatta, hogy Erkel 1840-es Capricciója alig egy variációnyi új anyagot tartalmaz Ernst 1844-es kiadványához képest, Erkel művét ezért átiratnak kell tekinteni. Ernst Capricciójának már 1840-ben volt kottája, mert még abban az évben más hegedűs több koncerten is eljátszotta itt, Pesten.
Nem volt szerencsés Rózsavölgyi részéről, hogy a tételpárt kettéválasztotta. Magukban kevésbé hatásosak: az első kiadás belső címlapján nem véletlenül nevezik az Elégiát „Introduktion”-nak. Rózsavölgyi kiadásában egyébként az Elégia egy ütemmel hosszabb, a Capriccio viszont nyolc taktussal rövidebb, s ez utóbbi néhány helyen könnyített passzázsokat tartalmaz (valószínűleg szerint nem Erkel tollából). Az I. és a II. kiadás egyaránt jó. Bővebben lásd a MZ 1992/3. számában.
- 17. – ME. 11., L. 20. Induló (Marsch) Bátori Mária eredeti operából. Zongorára.

Bem: ?
Kiadások:
- I. Wagner Józsefnél, é.lsz.n. Két kőnyomatos kottaoldal, réznyomású címlap. Lásd MI. 391. Pld: OSZK Z 47814 koll. 5: fakszimiléje a MZ 1993/2 144. és 146. o.
- II. Uo. é.n. J.W.No.44. lemezszámmal. A Rákóczi induló könnyített változatával összevont kiadás, a Bátori induló a második: a négyoldalas kotta 3-4. (számozva 4-5.) oldalain. Réznyomású kottakép. Lásd MI. 286. sz. LFM. M. 47004 jelzeten található az egyetlen ismert példány, fakszimiléje a MZ 1993/2 145. és 147. o.
- III. előbbi utánnyomása Rózsavölgyinél, é.n. 290-es lemezszámmal, lásd MI. 1272. Pld: LFM M 47005. Megjelenéséről a Divatcsarnok 1858. II. 9-i száma tudósít. lásd NA. 129. oldalon.

Kézirata ismeretlen.
A Bátori Mária Induló I. kiadása már 1840-ben megjelenhetett, nem sokkal a bemutató után. Litográfiája ugyanis nagyon hasonlít a Rákóczi induló I. kiadásához és a PANONIA kiadványok kottaképéhez.
A II. kiadás a lemezszám alapján 1846-ban jelent meg; ha formailag nem is, szövetében jelentősen eltér az I. kiadástól. Mivel a változtatás nem szolgált a darab javára: feltételezhető, hogy e második átirat nem Erkeltől való, akárcsak a vele egy füzetben kiadott könnyű Rákóczi induló második változata sem.
A III. kiadást változatlan formában az eredeti kliséről nyomták még a századforduló után is.
18. – ME. 11/a., L. 20. Nemzeti Kar. Bátori Mária Operából. Zongorára.
Bem: ?
Kiadatlan.
Kézirat: OSZK Ms mus 11. jelzeten, „Pesth, 24/4 1841.” keltezéssel.
Nyolc ütemnyi autográf, tempójelzés nélkül, D-dúr, alla breve. A záró dupla vonal után „etz” (etc) felirat utal a himnuszszerű kis darab albumlap jellegére.
- 19. – ME. 11., L. 20. Bátori Mária Nyitány. Zenekarra.

Bem: Pest 1841. november 11-én, az opera előadásán, Erkel vezényletével.
Kiadatlan.
Eredeti kézirata ismeretlen. Pld. OSZK Ms mus 2644 jelzeten ismeretlen kottamásoló kópiája Erkel autográf ajánlásával: „Bis auf Wiedersehen zum Andenken von deinem intimen Freund Franz Erkel Pest den Februar 1845”. Ez a partitúra kisebb együttesre íródott, mint az opera, tehát vidéki előadásra szánt áthangszerelt változat.
A nyitányt többször előadták az operától függetlenül, még Erkel életében is, lásd Legány 20. számon.
A darabot Erkel nem írta át zongorára, viszont két négykezes átirat is létezik. Az első Ruzitska György műve, pld. OSZK Ms mus 2645 jelzeten. Rózsavölgyi később nem ezt adta ki, hanem Iharossy Antal átiratát (1860), lsz. 498, pld. OSZK Mus pr 44435 jelzeten, lásd MI. 1365-1366. A kiadó a kétkezes átiratot is hirdette, de az sohasem jelent meg, lásd még e jegyzék 28. számánál.
A nyitány friss szakaszának egyik témája a „Mariskám, Mariskám, eszem a szemedet” kezdetű közismert nóta, mely többek közt Mosonyi „3 népdal zongorára” (Népdalok, 4. a Zenészeti Lapok kiadása) és Brahms XVII. Magyar tánc című művében látható viszont. .
A Bátori Mária nyitánya nem lett olyan sikeres, mint a Hunyadi László nyitánya. Ennek oka valószínűleg az, hogy a Bátori Mária lekerült a műsorról és rég nem is próbálkoztak színpadi felújításával.
- 20. – ME. –, L. 21/a. Orgia-táncz. Balettzene.

Bem: 1842. II. 1.
Ismeretlen mű.
A Legány Dezső által felfedezett kisnyomtatványon túl semmi adat nincs erről a műről.
- 21. – ME. 10., L. 17. Rákóczy indulója könnyű módszerben. Zongorára.

Bem: ?
Kiadások:
- I. Wagner Józsefnél é.n. „L” lemezjelzéssel. A kétoldalnyi litografált kotta címlapja azonos a „nagy” Rákóczi induló II. kiadásáéval. „RÁKÓCZY / INDULÓJA / könnyű módszerben / ZONGORÁRA / RÁKÓCZI / MARSCH / in leichter Methode für das / PIANOFORTE”. Egyetlen ismert pld. OSZK ZR 11. jelzeten, fakszimiléje a MZ 1993/2 124. és 136. o.
- II. ugyanott é.n. J.W.No.44. lemezszámmal, a Bátori Mária induló II. kiadásával egy füzetben. A címlap részben azonos az előzőével, de a német szöveget átvésték, így: „és / BÁTORI MÁRIA / Indulója / Erkel Ferencztól”. Lásd MI. 1272. Egyetlen ismert pld. LFM M 47004, fakszimiléje a MZ 1993/2 141. és 143. oo.
- III. Rózsavölgyinél, lásd a Bátori Mária Indulónál a 17. számon: az előző változatlan utánnyomása.

Kézirata ismeretlen.
Az első kiadás, a lemezbetűből következően, semmiképp sem korábbi, mint 1842-es. Az „L” lemezbetű előtt jól látszik egy eltávolított „S” betű: a „nagy” Rákóczi induló II. kiadásának lemezjele – melynek címlapja egyébként ezt a kiadványt is borítja. Bár az átirat szerzője anonim, nem kizárható, hogy maga Erkel Ferenc volt. (A szintén „L” jelű Hattyúdal c. Erkel mű 1843 elején jelent meg!)
A második kiadás könnyű Rákóczi indulója számos eltérést mutat, az átirat rosszabb. Mivel itt a Bátori induló is hasonlóan rosszabb, mint első kiadása, ezért bizonyosan állítható, hogy ez a kotta nem Erkel Ferenc átiratait tartalmazza. Ezt egyébként a kiadó, Wagner József sem állítja, csak annyit, hogy a Bátori Mária Induló, Erkel Ferencztől” való. Ha a zongoraátirat is tőle származott volna, ezt Wagner, mint jó üzletember, ki is írta volna a kotta címlapjára, ahogy ezt egyébként máskor mindig meg is tette.
A Rózsavölgyi cég a kottát Erkel-műként, sőt Erkel átiratként hirdette, nyilvánvaló üzleti megfontolásból. Negyven év múltán és tulajdonos-változások után nyilván teljes jóhiszeműséggel.
- 22. – ME. 18., L. 25. Hattyúdal. Zongorára.

Bem: ?
Kiadások:
- I. Wagner Józsefnél. majd Rózsavölgyinél, é.n. Szokatlan formátum, A/4-nél is kisebb. 3-10. számozott rézmetszésű kottaoldal. Három variáns:

Ia. A címlapot Vidéky Károly metszette, a korra „L” lemezhetűvel. Ezt a kiadást jelentette a Pesti Hírlap 1843. II. 12-i száma: „Hattyúdal »Hunyadi halála« czímű új magyar dalműből”. Ehhez képest a címlap metszeten már Hunyadi László szerepel, ahogy arról a Honderű beszámol egy hét múlva, II. 18-án, lásd. NA. 67. oldalán. „HATTYÚDAL / Hunyadi László czimű Operából / ZONGORÁRA / szerzé és / BRASSAI SAMU / Barátjának ajánlá / Erkel Ferencz / a’ nemzeti magyar Színház első Karnagya / ára 36. x. p. / Wágner Jósef’ sajátja / PESTEN” Lásd MI. 352. Pld: OSZK Z 22172.
lb. Ugyanott. A címlap hattyúja mögött nincsen háttér (az előzőn havas hegyek). hálózatos alapnyomat helyett felhő mögül előtörő napsugarak, az indadíszítés ritkásabb. A metszet szignálatlan (talán Perlaska műve?). Mindenesetre a hattyú sokkal inkább hasonlít hattyúra, mint az első címlap madara. A szöveg elrendezésben és betűtípusban különbözik az előzőtől; többek közt Erkel rangja itt nem karnagy, hanem karmester. Élsz.n. Lásd MI. 410. Pld: ZTI 603277/1a. 1846 körüli kiadás?
Ic. Rózsavölgyinél. Az la. címlapja, a „HATTYÚDAL” felirat és a hattyú képének ovális kerete közé „Schwanen Gesang” van bevésve, új árjelzés „63 uj kr”. A kiadó nevét az alapnyomattal együtt kivésték, és az így adódott téglalap alakú üres helyen az új kiadó neve ‘,Rózsavölgyi és társa / sajátja” áll. É.n. 407 lsz. Lásd MI. 132. Széles margójú (B/4) kiadvány. A lemezszám szerint 1858-as utánnyomás.
A II. kiadás Treichlinger 1846-os énekszólam nélküli opera-kivonatában jelent meg, lásd 27. számon; de különnyomatként is forgalomban volt. Négy kottás oldal, ám zeneileg eltér a Wagner-féle kiadványtól. A zongoraszólam tetszetősebb, leszűrtebb. Ezért feltételezhető, hogy ez az átirat is, akárcsak az egész Treichlinger-kivonat, Erkel műve. Tehát ez a II. kiadás a darab második változata is egyben.
Kéziratuk ismeretlen.
Liszt mindkét kottát láthatta, mert 1847-es Fantáziája (Schwanengesang und Marsch) mindkettőből átvett jellegzetességeket.
A Hattyúdal a magyar szimfonikus irodalom kiemelkedő alkotása, az opera negyedik felvonásának előjátéka. Zongorára írott változata éppoly jelentős darab.
- 23. – ME. 20., L. 28. Két pisztoly (Népszínmű dalai). Zongorára (?)

Bem: ?
Kiadás: A Pesti Hírlap 1844. augusztus 15-én beszámol róla, hogy épp akkor jelentek meg Wagner Józsefnél „Nemzeti dalok Szigligeti »Szökött katona« és »Két pisztoly« czimű színdarabjaiból, zongorára alkalmazva (ujon rendezett és jobbitott kiadás) – Szinte Szigligeti »Két pisztoly« czimű darabjából, Zongorára-kiséret mellett énekre alkalmazva. Énekeltetett Füredy úr által.” A Két pisztoly zenéjét Erkel állította össze.
Kézirat: A zongorakivonaté ismeretlen.
Mona Ilona a Két pisztoly következő kiadásait tartja számon (mind Wagner Józsefnél jelent meg):
- 285. sz. J.W.N’. 43. lsz. Két pisztoly. Sobri 3 kedvelt dala 2 fűz. (Ez későbbi, 1846-os kiadás.) E-Z? A hivatkozott ZTI anyagban csak dalok szerepelnek.
- 421. sz. é.lsz.n. Erkel Ferencz: Két pisztoly. Sobri két kedvelt dala. É-Pf. (Talán azonos a Pesti Hírlap által bejelentett második kottával.)
- 423. sz. Szerdahelyi Jósef: A szökött katona és a Két pisztoly (?!) daljai. (Későbbi kiadvány lehet.)
- 2857. sz. é.lsz.n., a kiadó neve nélkül, cím nélkül, (címlap nélküli pld.?) Részletek zongorára a Szökött katonából és, Az alföldön halászlegény vagyok én” a Két pisztolyból. (Talán ez lehet a Pesti Hírlap által jelentett első kotta.) Ez a dal Mátray Gábor szerint Bernát Gáspár több nótájának összevonása.

A L. 28. alatt jelzett híradásban szereplő zongorára alkalmazott „ujonrendezett és javított” kiadványt nem található meg.
- 24. – ME. 27., L. 35. Original Ungarischer. Zongorára.

Bem: ?
Kiadás: Der Ungar című pesti lap 1845. I. 14-i számának mellékleteként. Fakszimiléjét Major Ervin közli a MZT 1968, 32-33. oldala közt. Az eredeti egyetlen ismert példánya OSZK Mus pr 13048 jelzeten. lásd MI. 2974.
Kézirata ismeretlen.
Mutatós ráadásszám. Friss részét később hangról hangra viszontlátjuk a Brankovics György (bem: 1874) I. felvonása Esz-dúr indulójának főrészeként.
- 25. – ME. –, L.–. [Zongoramű(vek)].

Bem: Pest, 1845. június 5. Erkel Ferenc.
Ismeretlen darab(ok).
A Nemzeti Kör díszlakomája után, amelyet Rudolf Willmers zongoravirtuóz és zeneszerző tiszteletére adtak, Travnyik népdalokat énekelt. Erkel és Thern (zongora)műveket játszott „köztetszésre”, lásd NA. 83. oldal. Erkel nyilván saját műveiből is játszott. Nem tudni volt-e ezek között új darab.
- 26. – ME. 18., L. 25. Hunyadi László Nyitány. Zenekarra.

Bem: Pest, az 1845. október 29-i operaelőadáson, Erkel vezényletével.
Erkel életében nem adták ki partitúraként, bár a Rózsavölgyi cég kéziratos másolatban terjesztette, hirdette.
Eredeti kézirata ismeretlen, OSZK zenei kéziratai között egy kópia, vlsz. 1850 utáni ismeretlen kottamásoló munkája.
1878-ban a külföldön is többször sikerre vitt Nyitányt Erkel tömörebbre fogalmazta, ezt 1878. november 7-én mutatta he, lásd L. 25. Erről a kéziratról Somfai nem emlékezik meg tanulmányában.
A Hunyadi László nyitánya a magyar szimfonikus irodalom első igazán jelentős alkotása.
- 27. – ME.. 18., L. 25. Hunyadi László. Zongorára.

Bem: ?
Kiadás: Treichlinger, Pest, é.n. lsz: J.T.112.
A kiadás első címlapja: „HUNYADI / LÁSZLO / Zongorára / részletes kivonatban / és / MÉLTÓSÁGOS GRÓF FÁY ISTVAN / a’ / Málthai kereszt rend lovagjának / mély / tisztelettel ajánlja / ERKEL. FERENCZ / TREICHLINGER J. tulajdona / Pesten.”, jobboldalt ”Ára p.p.”, az OSZK példányán utólag irónnal beírva „/4”, azaz négy forint. Lásd MI. 514. Pld: OSZK Z 46406.
A kivonat az opera nyitányát és hat részletét tartalmazza, 6-64. számozott kottaoldalon. Számos utánnyomás, egyes részletek különnyomatban is, többféle címlappal.
Kézirat: a zongorakivonaté ismeretlen.
Amikor a La Grange ária szólózongora változata megjelenik, azt a kivonat 2. és 3. száma közé illesztik be, anélkül, hogy azt átpagináznák. Rózsavölgyi, miután átveszi Treichlinger készleteit, erről a kliséről folytatja az utánnyomást, csak a Nyitányét cseréli le az idők folyamán.
Ez a kivonat nagy valószínűséggel Erkel műve, lásd a Hattyúdalról a 22. számon írottakat.
A későbbi kivonatok, négy- és nyolckezes átiratok eredete tisztázandó. Ezek közül néhány lehet Erkel-fiú munkája is.
- 28. – ME. 11., L. 20. Bátori Mária. Zongorára.

Ismeretlen átirat.
A Honderű 1846. december 22-i száma tudósít arról, hogy a Hunyadihoz hasonlóan a Bátori Mária is megjelenik néhány füzetnyi kivonatban. Az ajánlás a Pesti Hírlap igazgatója, Zichy Ferraris Manó gróf nejének szólt volna. A kiadás nem jött létre, biztosan azért, mert a Bátori Mária 1841 és 1852 közt végül is nem került színre, s így az egyetlen tőkeerős pesti zeneműkiadó, Treichlinger, nem vállalta a kockázatot.
Mindazonáltal a Bátori Mária eredeti betanítói énekes zongorakivonatában pl. a Nyitány, az Induló és a Balett – az opera tisztán instrumentális részei – zongoraműként jelentek meg. Természetesen ezeket Erkel maga írta át zongorára. Nem ismert hova lettek az Erkel operák eredeti betanító zongorakivonatai.
- 29. – ME. 33., L. –. Csermák Antal: Lassú magyar csárdás frissel. Hangszerelés zenekarra.

Bem: Pest, 1847. VIII. 31., vezényelt Erkel Ferenc.
Ismeretlen mű.
Műsoradat. Előadásra került egy díszebéd alkalmával, ahol a Nemzeti Színház muzsikusai játszották el a darabot, Major feltételezése szerint Erkel hangszerelésében.
- 30. – ME. –, L. 26. Hunyadi László Indulója. Zongorára.

Bem: ?
Legkorábbi ismert előadása a Nemzeti Színházban 1850. március 22-én volt Alfred Jaëll zongoraművész és zeneszerző harmadik pesti hangversenyén.
Kiadás Treichlinger Józsefnél é.n. lsz. 155, a lemezszám alapján 1848 eleji kiadvány. Az OSZK példányai 1850 utániak. Talán a Mus pr 1365/b jelzetű korábbi: ennek sem címnyomata, sem címlap-nyomata nincs. A ZTI 603278 jelzetű kottája kiállítás miatt hozzáférhetetlen. Változatlan utánnyomások többféle címlappal, Rózsavölgyinél is (l. sz. 1933), lásd MI. 550 számon.
Kézirata ismeretlen.
Mindössze kétoldalas kotta, egyetlen ív. Lehet, hogy a kottának eleinte díszesebb külső címlapja is volt 1848/49 idején.
Az induló az opera három témájából kialakított önálló alkotás. A dalműben nem is hangzik fel. Lásd MZ 1963/4, Bónis Ferenc: Erkel és a népzene.
A zongoradarabként is igen hálás, hatásos mű katonazenekari átiratban terjedt el birodalomszerte, amelyet Doppler Ferenc készített. Több népdal is őrzi nyomát, – lásd Kodály: Erkel és a népzene, Visszatekintes II. Budapest 1964 – nemcsak magyar, hanem horvát és szlovák is.
Az anonim négy és nyolckezes átiratok eredetéről lásd a 27. szám alatt.
Már 1844. III. 3-án azt írja a Honderű, hogy Erkel „zenészeti apróságot szándékozik szerkeszteni közkedvességű legujabb müvének szebb-szebb dallamiból”. Korai tudósítás a Hunyadi Indulóról. Lásd NA. 74. oldal.
- 31. – ME. –, L. 42. Ballett. (Palotás). Csárdás. Betétszám a Hunyadi László operához. Zenekarra.

Bem: Pest, az 1850. július 18-i operaelőadáson Erkel vezényletével. Ekkor mutatták be a La Grange áriát is.
Kiadatlan. Zongoraátirata is csak Erkel halála után jelent meg.
Eredeti kézirata ismeretlen. Ismeretlen kéztől származó másolatokból játsszák a darabot.
Ahhoz képest, hogy ez Erkel egyik legnépszerűbb műve, alig tudni róla valamit. Kérdés, ha tényleg 1850-ben került az operába, miért nem adta ki zongorakivonatát Wagner József, Treichlinger, vagy később Rózsavölgyi utódja, Grinzweil? Miért kellett a századfordulóig várni a megjelenésig? Egyáltalán azonos-e a közönség által ismert Palotás a Hunyadi Lászlóhoz 1850-ben komponált balett-betéttel?
- 32. – ME. –, L. 42. Magyar Induló. Zenekarra.

Bem: Pest. Nemzeti Színház 1850. augusztus 15., Erkel vezényletével.
A Magyar induló zenekari szólamanyaga az Erzsébet opera szólamanyagában az OSZK operai állományában található. Ez igazolta Legány feltevését, hogy ez az induló zeneileg azonos a zongorára írott Marche (des) Hongroises-zal, lásd a 34. szám alatt. A mű partitúrája nem került elő.
- 33. – ME. 18., L. 25. Magyar Ária. Zongorára.

Bem: ?
Kiadás: Treichlingernél, é.n. lsz. 184. 3-8. számozott kottaoldalak. A magyar-francianyelvű címlapot Anne de la Grange teljesalakos magyar ruhás metszett képe díszíti. Lásd MI. 584. pld: LFM M 45930.
Megjelenéséről a Hölgyfutár 1850. október 15-i száma tudósít. Több utánnyomás, Rózsavölgyinél is. A Hunyadi László kivonatába a 2. és 3. szám (30-31. oldal’ közé kötötték be, az oldalak átszámozása nélkül.
Kézirat: a zongoraváltozaté ismeretlen.
Treichlinger az ének-zongora verzió (a la Grange ária) zongoraátiratát is megjelentette reprezentatív külsővel, lásd MI. 584. számon.
- 34. – ME. 35., L. 43. Nép-induló. Zongorára.

Bem: ?
Kiadások:
- I. Wagner Józsefnél, é.n. lsz: 158. Francianyelvű címlappal: „A Madame Marie de Karácsonyi / née de / MARCZIBANYI / Marche [des] / Hongroises / pour / PIANOFORTE / composée par / Francois Erkel / Proppriété de l’Edieur / PEST / chez Joseph Wagner”, lásd Ml. 326. Pld: a ZTI Major hagyaték anyagában színes külső címlappal is megtalálható. fehér címlappal pld: OSZK Z 44431 jelzeten. 4-7. számozott kottaoldalak, belül „NÉP-INDULÓ / ERKEL FERENCTőL” címmel. 1852. III. 18-án jelenti a Hölgyfutár.
- II. Rózsavölgyinél, é.n. 267 lemezszámmal, azonos kottával de más címlappal: „MAGYAR-INDULÓ / ERZSÉBET / CZIMZET MAGYAR / ünneplő operábol / szerzé / Erkel Ferencz / Rózsavölgyi és társa sajátja / Pesten”. Lásd MI. 1248. Pld: LFM M 47006, ZTI 603097. A lemezszám szerint 1857-es kiadvány. Több utánnyomás más címlapokkal.

Kézirata ismeretlen.
Legány szerint ez a darab az 1850. augusztus 15-én bemutatott zenekari Magyar Induló zongoraátirata. Érvelése szerint az induló kottája azért nincs benne a partitúrában, mert ez korábban készült önálló darab. Az Erzsébet szólamanyagában, külön csomagban megtalálható a Népinduló (minden bizonnyal korábbi) eredeti hangszerelt változata. Ha ezt Erkel az operafelvonás komponálásával egyidejűleg írta volna, úgy benne lenne a szólamanyagban folyamatosan, és nem külön kötegben. Ez igazolja Legány feltevését.
Tehát a 32. számon leírt zenekari Magyar indulót Erkel átírta zongorára és kiadta Wagnernál. Az így népszerűvé vált művet beemelte az Erzsébet opera 4. jelenetébe, a finaléba. Később, önálló előadás céljára, kiemelhették az opera partitúrájából, ahová nem került vissza. A szólamanyag viszont megvan.
A zongorára átírt Nép-induló Erkel zongorára írt – és átírt – indulói közül talán a legjobb. Felvillanyozó hatású mű.
- 35. – ME. 38., L. 46. Sakk-játék. Pantomim. Zenekarra.

Bem: Pest, a Nemzeti Színház negyedik álarcosbálján, 1853. február 2-án, a színházi zenekart Ellenbogen Adolf vezényelte, a koreográfia Perrei és Perron-tól, 40 táncos által előadva.
Ismeretlen mű.
Ellenbogen a kor szabadalmazott táncdal és egyveleg-gyárosa volt. Mivel a pantomim egy olyan 81 lépéses sakkjátszmát jelenített meg, amely a kor két legerősebb sakkjátékosa, Szén József és Erkel partiján alapult, biztos volt a kísérőzenében Erkel muzsika, bárki állította is azt össze. Elsőnek említi Bónis Ferenc Erkel-cikke a Zenei Lexikon 1965-ös kiadásában, 574. o.
- 36. – ME. 39., L. 47. (Csárdás) Zenekarra?

Bem: Buda 1853. április 25., a Nemzeti Színház együttese Erkel vezényletével.
Ismeretlen mű.
Ez a darab nem lehet azonos a Hunyadi betéteként játszott balettel – az is csárdás – mert azt három éve mutatták be, és azóta is játsszák. A bemutatóról tudósító Délibáb új csárdásról írt. Mivel az előadáson kórus is közreműködött, talán ez a Bánk bán Magyar táncának korai előadása lett volna?
- 37. – ME –, L. –. Berlioz: Rákóczi induló. Átirat zongorára, 2 és 4 kézre.

Bem: ?
Ismeretlen átirat.
Az 1861. március 13-i Zenészeti Lapok ír róla, lásd NA. 143. oldalon. „A mint halljuk, Erkel Ferencz, ki a Berlioz átirata eredeti partitúrájának tulajdonosa, e közkedvességű s kegyeli nemzeti indulónk művészi feldolgozását, zongorára két s négy kézre szándékozik közzétenni. Nagyobb szolgálatot alig tehetne nemzeti irodalmunknak mintha az eszme igéjét testté változtatná, mert meg vagyunk győződve hogy az, szokott mesteri keze alatt egészen új érdekei nyer.”
A kézirat eddig, még nem került elő.
Liszt is ekkoriban foglalkozott ismét a Rákóczi indulóval. Talán Erkel emiatt tekintett el a publikációtól.
1861. szeptember 29-én a Nemzeti Múzeumban tartott zongora-hangversenyén Dienesné Fáncsy Etelka eljátszotta Erkel Rákóczi indulóját. Nem tudni, hogy az 1840-es korai változatot, vagy talán a Berlioz-mű említett átiratát. A Zenészeti Lapok szerint a művésznő elmondta, hogy ezt a darabot Erkel annak idején Lisztnek írta – ehhez a kommentátor persze nem állja meg hozzátenni, hogy a dolog fordítva volt... Következésképp az 1840-es induló hangzott el, nyilván Rózsavölgyi új, IV. kiadásából.
- 38. – ME. 43., L. 53. Bánk bán. Zongorára.

Bem: ?
Kiadás: Rózsavölgyinél, lsz: 667. Külső címlapján: »„BÁNK BÁN”«, alatta Erkel ismert képe, Cánzi Ágost 1861 szignóval, „eredeti nagy dalmű 3 felvonásban szerzé ‘s zongorára két kézre alkalmazta / ERKEL FERENCZ / RÓZSAVÖLGYI ÉS TÁRSA / sajátja / PESTEN” „Ára 7 fl.”. A belső címlapon: „NAGY MÉLTÓSA.GU / NAGY-KÁROLYI GRÓF KÁROLYI GYÖRGY / ÚRNAK / valóságos és belső titkos Tanácsos, a magyar szent Korona őre / Tekintetes / SZATHMÁR VÁRMEGYE / örökös és valóságos Főispánja, a magyar tudományos / AKADÉMIA / tiszteletbeli és igazgató tagja s.a.t. s.a.t. / O Excellenciájának / mély tisztelettel / ajánlja / A SZERZő”. 3-95. számozott kottaoldalon a nyitány és az opera 14 száma, lásd MI. 1539. Pld: OSZK Z 48907. Megjelent 1861-ben, a Pesti Napló VII. 26-án jelenti.
Több utánnyomás, még 1945 után is erről a kottaképről. Eltérő címlapok. Egyes részletek külön is megjelentek.
Kézirat: a zongoraátiraté ismeretlen.
Erről a zongorakivonatról kritikai elemzést közöl Mosonyi Mihály a Zenészeti Lapok 1861-es folyamában, a november 4-i, 8-i és 18-i számban, három részben olvasható, lásd Barna István írásában: Erkel nagy művei és a kritika (Zenetudományi tanulmányok IV., 211. o.)
Kérdéses, hogy vajon Erkel maga írta-e a Bánk bán zongorakivonatát. Erre nézve Isoz Kálmán A Rózsavölgvi és Társa cég, története 1850-től 1908-ig című tanulmányában (MZT 1973,155-183., a 168. oldalon) közölt német nyelvű szerződés magyar fordítása választ ad.
„Alulírottak a következő pontokra nézve egyeztek meg egymással:
1. Erkel Ferenc karmester Úr átengedi Rózsa-völgyi és Társa uraknak Bánk bán c. operája teljes zongorakivonatát s azt belátása szerint írja át zongorára két kézre.
2. Erkel Ferenc karmester úr Rózsavölgyi és Társa uraktól az opera tiszteletdíja fejében Egyezer osztr. értékű forintot kap.
3. Erkel Ferenc karmester úrnak szabadságában áll, hogy egy év leforgása után az opera egy vagy két témájából szalon stílusban fantáziákat vagy variációkat írhasson, de Rózsavölgyi és Társa urak a kiadói előjogot fenntartják a maguk számára.
4. A zongorakivonat Rózsavölgyi és Társa uraknak kizárólagos tulajdona s a szöveges zongorakivonat esetleges magyarországi kiadójának nincs joga, hogy a dallamokat akár egyenként, akár egyveleg formában, csupán zongorára letéve, kiadhassa.
5. Erkel Ferenc karmester úr a »Keserű bordal«-t szöveggel együtt átengedi Rózsavölgyi és Társa uraknak, de Erkel F. úrnak jogában áll, hogy e számot is eladhassa a teljes szöveges zongorakivonattal együtt.
6. Amennyiben Erkel Ferenc karmester úr a Bánk bán-hoz bármikor is nyitányt írna, úgy ez is Rózsavölgyi és Társa urak tulajdona és Erkel F. karmester úr annak zongora letétéért a 2. pontban megállapított tiszteletdíjon felül külön száz osztr. ért. forintnyi összeget vesz kézhez.
7. Rózsavölgyi és Társa uraknak szabadon jogukban áll zongorára négy kézre, hegedűre vagy fuvolára zongorakísérettel vagy anélkül átiratokat kiadhatni.”
Az 1. pontból következik, hogy az átiratot Erkel Ferenc készítette, belátása szerint. Elsősorban és mindenekelőtt a könnyű játszhatóságra törekedett. Koncert előadáson elsősorban a Magyar tánc és az Induló lehet hálás. (Ez utóbbiról lemaradt a Da Capo jelzés.)
- 39. – ME. 44., L. 54. Sarolta. Zongorára.

Bem: ?
Kiadás: Rózsavölgyinél 1862. lsz: N.G. 786. Címlapján: „Méltóságos / Gróf Zichy Henrikné / széplaki és enyitzkei Báro Mesko Irén, czillagkeresztes / urhölgy ő nagyságának / SAROLTA / Nagy eredeti dalmű. szerzé és / ZONGORÁRA / átírta / ERKEL FERENC / Rózsavölgyi és társa / sajátja / PESTEN / Tortzebl(?) [Tatzelt] sc / Nyomt Schneckenberger Pesten 1862”„,Ára 5 p / 3 Thlr 10 ngr”. 3-97. kottaoldalon a Bevezetés (Nyitány) és az opera 17 száma. Pld: OSZK Z 43951, lásd MI. 1631. A Zenészeti Lapok 1862. XII. 4-én jelenti.
Utánnyomások, eltérő címlappal, a Nyitány külön kiadásában is.
Kézirat: a zongoraátiraté ismeretlen.
Ez Erkel legjobban sikerült operakivonata a három nagy átirat közül. A számok többsége koncertdarabként is megállja a helyét. Nagy gonddal készült önálló alkotás, több helyen el is tér a partitúrától. A Nyitány első tizennégy üteme például csak itt található.
Rózsavölgyi Gyula meghalt, és a társtulajdonos, Grinzweil Norbert vette át a céget, aki német szellemű, neveltetésű üzletember volt. A Sarolta kiadásának körülményeit Isoz Kálmán tárta fel, lásd MZT 1973. 168. oldalt. „Rövidesen követte ezt Erkel Ferenc Saroltájának 1862. június 26-i első előadása s a zongorakivonat megjelentetése, N.G. 786 lemezszámmal. Grinzweil megérezte, hogy a Sarolta – mind szövegének gyarlósága, mind főképpen a Bánk bán óriási sikere miatt – nem számíthat rendkívüli kelendőségre, s azért a kiadói jogot a Bánk bánéval szemben szerényebb összegben állapította meg. 1862. augusztus 21-én Erkel 400 forintot vett fel, oly feltétellel, hogy ha 150 példányt eladtak, további 200, s újabb 50 példány elkelte után ismét 200 forint tiszteletdíjat fog a cég a zeneszerzőnek fizetni; amikor is további követelése már nem lesz. Amennyiben – a várakozás ellenére – e példánvszám nem kelne el, a kiadói tulajdonjog ettől függetlenül a Rózsavölgyi és Társa cégé, jelentette ki Erkel az első összeg nyugtázásával kapcsolatban.”
Isoz idézett tanulmányát a Rózsavölgyi cég rendelte meg, hogy azt a cégalapítás évfordulójára kiadja. Ezért nem kerülhetett sor arra, hogy Grinzweil tevékenységét – vagy akár csak néhány kirívó tettét – a szerző kritikai éllel kommentálhassa.
1862-ben a Rózsavölgyi cég gyakorlatilag monopolhelyzetben volt Pesten. Wagner 1858-ban már nyugalomba vonult, a hajdan oly aktív Treichlinger cégének 1862-es termése öt csárdáskiadvány, semmi több. Ezért Grinzweil saját tetszése szerint szabhatta a feltételeket.
Amikor Grinzweil átveszi a Rózsavölgyi céget, azonnal kicseréli a lemezszámot. (R.&C.” helyett G.N. – Grinzweil Norbert – sőt, N.G.!) Enélkül is észlelhető volt azonban Rózsavölgyi Gyula magyar orientáltságú kiadói politikájának gyökeres megváltozása. Grinzweil száz számra jelenteti meg az addig külföldről importált – és továbbra is importálható – klasszikusokat és szórakoztató műveket. Ez, ha nagy befektetést igényelt is, gyorsan megtérülő, nagy haszonnal járó üzlet volt.
Ám eközben a magyar zene minden műfajban a háttérbe szorul, s, Grinzweil, miközben százezreket költ a külföldi repertoár másodkiadására, Erkelen „spórol”! Nem is kap tőle új művet soha többet. Tény, hogy kiadási céllal Erkel nem készített több operakivonatot. Sőt, más instrumentális darabot sem.
- 40. – ME. –, L. 57. Díszinduló. Zenekarra.

Bem: Pest, Nemzeti Színház, 1865. december 13.
Ismeretlen mű.
Legány szerint azonos lehet a Dózsa György I. felvonása C-dúr indulójával, esetleg más hangszerelésben. Ez igen valószínű, hiszen hasonló módon járt el Erkel a Magyar indulóval is: azt az Erzsébet operába iktatta be betétként épp egy évtizede.
- 41. – ME. 46., L. 58. Rózsa végbúcsuja. Zongorára.

Bem: ?
Kiadás: A Zenészeti Lapok mellékleteként, é.lsz.n. Címlap: .-Méltóságos WENKHEIM KRISTINA grófhölgvnek (alatta az operában Rózsát alakító Pauli Richárdné Markovits Ilka egész alakos metszett képe, és) »RÓZSA VÉGBÚCSUJA / Magándal / „DÓZSA GYÖRGY / czimű dalműből / (4dik felvonás 9ik jelenet), / szerzé / és zongorára átirta ERKEL FERENCZ / ÉNEKLI PAULI MARKOVITS / Első melléklet a Zenészeti lapok uj és hetedik évfolyamához.« 2-9. számozott kottaoldal, gyönyörű metszés. Pld: OSZK Z 48502. Az 1867. I. 6-i lapszámmal jelent meg. A Rózsavölgyi cég, úgy látszik, megvette a klisét, mert a későbbi katalógusokban szerepel a mű. Más címlappal többször is utánnyomta.
Kézirata: ismeretlen.
Még az operabemutató előtt jelent meg; formája eltér az operarészlettől. A bevezető és az ária a 7. oldal második soráig azonos. Itt a partitúrában a „Drága gyűrűm” kezdetű rész jön, lásd Kenessey áriagyűjteményében (Zeneműkiadó, Budapest 1955). Ezt a zongoraváltozatban kihagyja, és a „Hogyha halvány arcomat csókolja” formarész következik, ami a Kenessey gyűjteményben már nincs közölve. Kihagyva az imát, olyan Codával zárja a zongoradarabot, amely a partitúrában nincs.
Ebből két tanulság szűrhető le. Először az, hogy ez a zongoramű önálló alkotás, mert formájában eltér az alapműtől, sőt, ahhoz képest új formarészt tartalmaz. Másodszor az, hogy ez a jelenet igen nagy műgonddal készült, Erkel az utolsó pillanatban is változtatott, javított rajta. Ez a szám mind funkciójában, mind drámaiságában megfelel a Bánk bán Tisza parti jelenetének, az is ilyen alkotói műgonddal készült.
Erkelnek több hangszeres műve nem jelent meg nyomtatásban. 1867 és 1893 között semmi sem. A Brankovics már fia, Erkel Sándor átiratában jelenik meg. Nem is teljes kivonatban csak hat részlete, Táborszkynál, pld: OSZK Z 46415. A Névtelen hősök-ből és az István király-ból már ilyen egyveleg sem készült.
- 47. – ME. –, L. –. (G-dúr Albumlap). Zongorára. :Bem: ?

Kéziratát Németh Amadé írta le, a gyulai Erkel Ferenc Múzeum autográf példánya alapján. Öt ütemes mű G-dúrban, „100 000-szer éljen Odor Vilma” ajánlással. Odor Vilma Erkel tanítványa volt a Zeneakadémián, mestere 1882. május 27-én ajándékozta meg ezzel a zenei ajánlással, lásd NA. 213. oldal.
Amikor 1990-ben Kassai átnézte, majd 1991-ben leltárba vette a Múzeum kéziratos kottaanyagát, ezt a kéziratot nem találta meg.
- 48. – ME. –, L. 70. (a-moll Albumlap) Zongorára.

Bem: ?
Kiadatlan.
Kézirata: OSZK Ms mus 5617.
Legány Dezső írta le, monográfiájának 70. számában. Erkel Bauholzer Júliának, zeneakadémiai kedvenc tanítványának, a Liszt-ösztöndíjas kitűnő zongoristának ajánlotta ezt a hatütemes végteleníthető kis kánont, 1882. június 22-én.
- 44. – ME. 54., L. 71. István király. Zongorára.

Ismeretlen átirat.
Erkel 1885. március 14-én, az István király bemutatójának napján levelet kap a Harmónia Rt. kiadótól, melyben gratulálnak, és az opera „kiadásának tekintetében teljesen rendelkezésére” állnak. Erkel válaszában hajlandónak mutatkozott egy (énekszólam nélküli) kivonat elkészítésére, és az anyagi feltételek iránt érdeklődött. Ekkor kiderült, hogy a kiadó a költségeknek csak 30-40%-át állná, a többit fizesse a szerző. S ezt az István király bemutatója után, melynek közönségsikere még a Bánkét is felülmúlta! Szép gesztus ez attól a kiadótól, amelynek Erkel a védnöke volt. Lásd még a 28. szám alatt írottakat.
- 45. – ME. 55., L. 72. Ünnepi nyitány. Zenekarra.

Bem: Pesten, 1887. szeptember 28-án, Erkel vezényletével.
Kiadás: Editio Musica Budapest, Z 3271. lemezszámon, évszám és kritikai megjegyzés, sőt bevezető nélkül. A Hunyadi nyitányon túl (u.itt, Z 40058 lsz.) ez a mű képviselte Erkelt a magyar partitúrakiadásban.
Kézirat: A Filharmóniai Társaság kottatárában, 310. számon, Erkel Gyula kézírása. Vécsey Jenő hiteles közreadása a ZTI-ben, kéziratban.
A Nemzeti Színház megnyitásának félszázados jubileumára készült. A formai koncepció mindenképpen Erkel Ferencé, Erkel Gyulától csak a hangszerelés és esetleg egyes helyeken a harmóniai kitöltés származhat.
- 46. – ME. –, L. 74. (Magyar album-lap). Brácsára, zongorakísérettel.

Bem: 1890 nyarán (Jelenik Zsigmond és Érdy Lajos?)
Ismeretlen mű.
Érdy Lajos írja a Fabó Bertalan szerkesztette 1910-es Erkel Emlékkönyv 62. oldalán: „1890. év nyarán egy, Magyar album-lapot komponált Jelenik Zsigmond részére mélyhegedűre, zongorakísérettel. Ez szép magyar dallam, busongó csendes choriambusokban. Mikor eljátsztuk, elmondta, hogy Jelenik rózsadombi nyári lakása kertjében, ahonnan szép kilátás nyílik a Margitszigetre és a Dunára, támadt a kis mű eszméje. Egy magányos csónakázóra és csillagos éjszakára gondolt, és hozzá a régi magyar időkre.”
Ez a darab azonos a következőkben ismertetésre kerülő nagyobb szabású darab témájával (Thema più mosso tempo di Verbunkos rhytmo deciso), lásd annak kéziratát, a 7. oldal 2. sor 1. ütemétől a 8. oldal 1. sor 2. üteméig a Zenetörténeti Írások 1980-as kötetében a 97-98. oldalon. Ez a formarész karakterében, ritmusában sőt hangulatában is tökéletesen megfelel az Érdy által leírtaknak. A 8 – ismételve 12 – ütemes dallam második strófáját ismétléskor a brácsa eredetileg talán egy oktávval mélyebben játszhatta.
- 47. ME. –, L. – (Verbunkos fantázia). Brácsára és zongorára.

Bem: ? Kiadatlan.
Kézirat:
- I. Marosvásárhelyen, 20 oldal cím nélküli autográf, keltezése „B. pest 1890” Erkel nem komponálta meg a brácsaszólam mintegy kétharmadát, a zongoraszólam viszont, nyolc ütem híján, teljesen kidolgozott. Fakszimiléje: ZÍ. 1980 91-110. oldalon. Szász Károly írásának melléklete.
- II. Gyulán, az Erkel Ferenc Múzeumban 91. 24. 1. leltári számon Ms mus 35 jelzeten. Erkel Gyula befejezett verziójának töredéke, négy lapon. A kézirat első íve hiányzik. Szász Károly 1978-ban fedezte fel az ismeretlen Erkel darab kéziratát. A művet, a Magyar Rádió felkérésére, Németh Amadé fejezte be; ezt a verziót 1990. március 15-én az Erkel Ferenc Társaság első gyulai ünnepihangversenyén mutattuk be, Lukács Péter brácsaművésszel.

A bemutató után pár nappal került elő a II. számú kéziratot: Erkel Gyula verziója. Ez a változat több eltérést mutat az eredeti kézirattól – IV., új variációt is beilleszt, a zongorakíséretet néhol teljesen átírja, stb. Noha Erkel fiától származik, és csaknem egyidős Erkel Ferenc kéziratával: mégis, kevésbé autentikusnak kell minősíteni, mint a száz évvel később készült Németh Amadé-féle befejezést, amely Erkel Ferenc eredeti szövetét híven megőrzi. Sajnos, Erkel Gyula kéziratáról éppen a címlap hiányzik, így nem tudjni, hogy édesapja jóváhagyta-e a fia által eszközölt számos változtatást.
Erkel Ferenc hátrahagyott kézirata így, csonkán is mestermű. Az atomjaiból felépülő téma a „Három a táncz halálig” mottójú Codáig fejlődik. Következetesen megtartja a mottó követelte hármas formálás egységét, minden formarészben, a formarészek között, sőt, a motívumfejlesztés terén is. Ékes bizonyítékaként annak, hogy a nyolcvanéves Erkel nagyon is birtokában volt alkotóerejének.
- 48. – ME. 63., L. 75. (Mozart d-moll zongoraversenyéhez szerzett kadencia.) Zongorára.

Bem: 1890. XI. 7. Erkel, a nyolcvanadik születésnapján rendezett koncerten.
Kiadatlan.
Egylapnyi kéziratot találtam a gyulai Erkel Ferenc Múzeumban, amelyet 91. 29. 1. számon vettem leltárba, jelzete Ms mus 40. Fermate zum Mozart’schen d-moll Concert címet viseli, másoló kézírása. Kozocsa Ildikó (OSZK) szakértői véleménye szerint a papír 1880 utáni. A kézirat további elemzést igényel.